# Ptinus auberti
Ptinus auberti is een keversoort uit de familie klopkevers (Ptinidae). De wetenschappelijke naam van de soort werd in 1869 gepubliceerd door Elzéar Emmanuel Arène Abeille de Perrin.